# Иирки
Ии́рки (др.-греч. 'Ιύρκαι) — древний народ, обитавший, согласно Геродоту, на северо-востоке Европы, по соседству с тиссагетами. По наблюдению Э. Х. Миннза (1911), после нашей эры Геродотов этононим Ιύρκαι стал ошибочно читаться как Τῦρκαι («тюрки»); вариант Tyrcae в работах Помпония и других древнеримских историков он также считал результатом ошибки.
Основное занятие иирков — охота на лесных зверей. Геродот отмечает особый способ охоты у иирков: «Охотник сидит в засаде, взобравшись на дерево, а деревья там в изобилии растут по всей стране. У каждого наготове конь, обученный ложиться на брюхо, с тем чтобы стать ниже, и собака. Как только охотник увидит с дерева зверя, он выстрелив из лука и сев на коня, устремляется в погоню, а собака следует за ним».
Современными исследователями иирки иногда отождествляются с носителями дьяковской культуры (Б. А. Рыбаков и др.), иногда, как и их соседи тиссагеты, — с носителями городецкой культуры (точнее, с определённой группой городецкого населения). Именно в городецком ареале — в пределах современной Нижегородской области — протекает река Урга, левый приток Суры в нижнем её течении. Этот гидроним по сути идентичен (с озвончением согласного) этнониму иирки. Слова, близкие к этому этнониму, также имеются в уральских и алтайских языках: праур. *irkä «человек/мужчина, сын, парень», тат. ир («муж; мужчина»), монг. эр («мужчина; герой»).